# Atelopus spumarius
Atelopus spumarius is een kikker uit de familie padden (Bufonidae) en het geslacht klompvoetkikkers (Atelopus). De soort werd voor het eerst wetenschappelijk beschreven door Edward Drinker Cope in 1871.
Atelopus spumarius leeft in delen van Zuid-Amerika en komt voor in de landen Brazilië, Ecuador en Peru. Door de internationale natuurbeschermingsorganisatie IUCN wordt de soort beschouwd als 'Kwetsbaar'.
Atelopus spumarius heeft een bruine kleur met een gele nettekening. De handen en voeten een deel van de buikzijde zijn rood van kleur. Mannetjes worden ongeveer 2,6 tot 2,9 centimeter lang, vrouwtjes worden groter tot 3,9 cm.